# Anders Johan von Höpken
Hrabia Anders Johan von Höpken (ur. 31 marca 1712 w Sztokholmie, zm. 9 maja 1789 tamże) – polityk, ekonomista i prawnik szwedzki z XVIII wieku.

## Życiorys
Jego ojcem był założyciel Partii kapeluszy Daniel Niklas von Höpken, jeden z najzacieklejszych wrogów Arvida Horna.
W latach 1728–1730 studiował na Uniwersytecie w Uppsali, po czym został attaché w Londynie (do 1732 r.), odbywając podróż studyjną po Europie: Holandii, Francji, Włoszech i Niemczech. w latach 1727-1741 prowadził Kommerskollegium, instytucję kierującą handlem krajowym i zagranicznym. W latach 1741–1742 był ambasadorem w Sankt Petersburgu i negocjatorem pokoju z Rosją. Od marca 1752 roku do 1761 roku pełnił funkcję przewodniczącego Rady Królewskiej, a więc w praktyce "pierwszego ministra". Gdy w 1756 r. wybuchła wojna siedmioletnia – zawarł traktat pokojowy z Danią, lecz w następnym roku przystąpił do wojny w lidze antypruskiej.
W 1739 r. był współzałożycielem Szwedzkiej Akademii Nauk, a w 1786 r. Akademii Szwedzkiej, której został członkiem, otrzymując od szwedzkiego króla Gustawa III krzesło z numerem "1".